# Pitcairnia carinata
Pitcairnia carinata är en gräsväxtart som beskrevs av Carl Christian Mez. Pitcairnia carinata ingår i släktet Pitcairnia och familjen Bromeliaceae. Inga underarter finns listade i Catalogue of Life.